# Germaine Brus
Pour les articles homonymes, voir Brus (homonymie).
Germaine Brus, née Germaine Ongenaert le 1er juin 1915, Anvers et décédée le 5 juillet 2015, est une artiste peintre belge.

## Biographie
Elle peignait déjà jeune mais n'a entamé ses études à l’Académie royale des beaux-arts d'Anvers qu’en 1957, à 42 ans. Ceci après avoir été découverte par Julien Creytens, directeur de l’Académie. Creytens restera son mentor pendant ses études et sa carrière,.
Brus est arrivée au sommet de sa popularité dans les années 1960 et 70. Elle peignait dans les styles Postimpressionnisme, Expressionnisme, Fauvisme, utilisant un coloris vif. Parmi ses compositions les plus connues on retrouve des bouquets, portraits, nues et paysages,.	
Après le décès de son mari Boris Brus en 1974 elle s’est retirée de la vie publique, mais elle a continué à peindre et à dessiner jusqu'au milieu des années 1980. Ses tableaux se trouvent surtout dans des collections privées, en Belgique, au Royaume-Uni, en France, en Allemagne, en Autriche et aux États-Unis,,,.

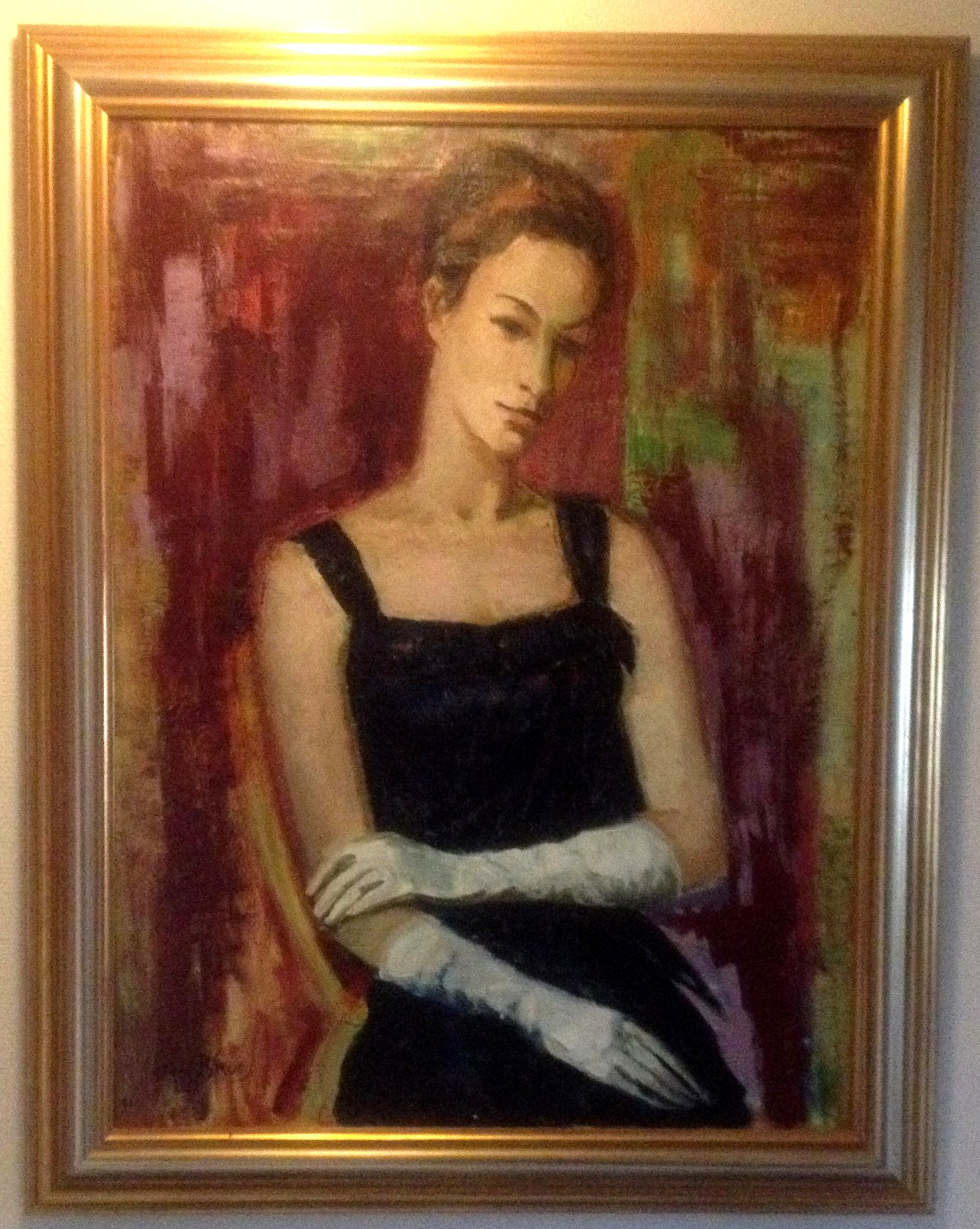
Ingrid, par Germaine Brus. Prix Verrept 1961.

## Distinctions
- Prix Sir Philip Oppenheimer 1959 [9]
- Prix Laurent Meeus 1959 [9]
- Prix De Keyser 1960 [10]
- Prix Verrept 1961 [11]
- Prix Clan 1962
- Grand Prix du Salon de la Société de l’École Française, Musée d’Art Moderne 1962, pour le groupe Anversois [12]